# Sonotones
Sonotones es un grupo de rock español, originario de la ciudad de Madrid. Se caracterizan por un sonido cargado de guitarras potentes y unas melodías y letras mordaces inspiradas en la vida misma.
Su primer disco, titulado Átale, se publicó en octubre de 1999 y gracias a él saltaron a la escena musical española, apareciendo en los medios de comunicación y dándose a conocer al público. Grabado y producido por Roberto Galán, técnico de directo de Hamlet, fue un disco que obtuvo buena acogida tanto en radios –especial mención a Radio 3, Cadena 100 y la desaparecida Hit radio- como en la prensa escrita –HeavyRock, Mondosonoro, Diario 16, El Mundo, Novedades, Los + mejores, MetalHamer, Popular 1-, a lo que hay que añadir los conciertos de promoción.
A este disco le siguió Listos para jugar en el 2001, grabado entre noviembre y diciembre de 200 en los estudios madrileños Infinity, siendo producido por Daniel Alcover (productor también de Dover, La Vacazul, Amparanoia o SuperSkunk). En este disco desarrollaron un sonido más roquero y consolidado, con mucha más personalidad, con influencia de grupos como Hellacopters, Backyard Babies, Glucifer, Los Enemigos o Posies. 
Su tercer disco fue Sonotones III, grabado en Madrid en el 2003 y producido de nuevo por Daniel Alcover. Al hilo de este nuevo disco se embarcan en una gira a finales de 2003 y principios de 2004 por toda España, demostrando sus capacidades y virtudes para el directo.
En marzo de 2004 el grupo decide tomarse un descanso de varios meses para preparar con tranquilidad su nuevo disco a partir de las melodías e ideas surgidas durante la gira. Tras esta pausa, en 2005 graban su cuarto disco, Sin argumentos, disco promocionado especialmente mediante conciertos en directo, dejando de lado los sistemas de marketing y radio fórmulas. 
En 2010 el grupo vuelve a la carga con su quinto disco La rebelión de las monjas, presentado en la Sala Gruta 77 de Madrid. Este nuevo disco en principio destacó por el tema No practicar. Durante esta época también han colaborado en la serie de televisión española Águila Roja.
Grabado, mezclado y remasterizado por Iker Piedrafita en el Sótano Artica (Navarra) en octubre de 2014, tras cuatro años de silencio, aparece su sexto disco de estudio Salta la Banka. 
En 2016 publican el disco "No hay futuro" con éxitos como Señoras y Señores o ¡Qué estás contando!.
En 2018 lanzan su siguiente disco El juego terminó grabado con Carlos Santos en los estudios Sadman Studio en Madrid y Mezclado y Masterizado por  Fredrik Nordström  en los estudios Fredman Studio en Suecia. Además en este disco colaboran en varios temas Manuel Ángel Mart cantante de Estirpe. 
Chechu cantante de la banda viguesa Aphonnic y Jorge ex cantante de la banda punk folk alicantina  Konsumo Respeto.
Durante la gira de presentación la banda estuvo presente en grandes festivales como el Extremúsika, Shikillo Festival o el Mula Fest Garage Sound.

## Discografía
- Átale (1999)
- Listos para jugar (2001)
- Sonotones III (2003)
- Sin argumentos (2005)
- La rebelión de las monjas (2010)
- Los Culpables De Todo  (2013)
- Salta la Banka (2014)
- No hay futuro (2016)
- El juego terminó (2018)
- IX  (2021)